# Tommy Sands
Pour les articles homonymes, voir Sands.
Thomas Adrian Sands, né le 27 août 1937 à Chicago (Illinois), est un chanteur de rock et acteur américain,,. Son rôle dans The Singin' Idol, en 1957, propulsa sa carrière et il devint rapidement la nouvelle idole des jeunes. Son single Teen-Age Crush atteint la place n°2 au Billboard la même année,.

## Biographie

### Enfance
Tommy Sands est né à Chicago et a grandi au sein d'une famille d'artistes. Sa mère, Grace Dickson, était chanteuse dans le groupe Art Kassel,. Son père, Ben Sands, quant à lui était pianiste,,.
Lorsque ses parents divorcent, son père reste à Chicago mais Tommy déménage avec sa mère à Shreveport, en Louisiane,. Il entre ensuite à l'école de Greenwood.
Il explique, lors d'une interview, que sa mère partait très tôt le matin pour aller travailler et qu'il n'avait donc rien d'autre à faire que d'écouter la radio. À cette époque, le Sud des États-Unis était le berceau de la musique country et de grands artistes comme Elvis Presley ou Hank Williams y sont nés.
Sa mère lui offre une guitare lorsqu'il a 8 ans et peu après il est recruté à la radio KWKH pour y jouer deux fois par semaine,. Il commence ainsi à chanter dans des bars afin de gagner de l'argent pour aider sa mère.
En 1951 ils déménagent à Houston, dans le Texas (État d'origine de sa mère) où il étudie au Lamar High School,.

### Carrière
En 1951, alors qu'il vient de s'installer avec sa mère à Houston, Tommy Sands tourne son premier enregistrement au Freedom Records. À 13 ans, il interprète Love Pains dans un bar et se fait remarquer par Thomas Parker. Cela lui permet de signer un contrat avec le label RCA et ainsi Tommy Sands enregistre sept singles de 1953 à 1955,.
Par le biais de son agent, il rencontre Elvis Presley qu'il décrira lors d'une interview comme la personne la plus charismatique qu'il ait jamais connue.
Thomas Parker signe un contrat avec Elvis Presley dans lequel il certifie qu'il se consacrera entièrement à sa carrière et donc ne peut plus travailler avec Tommy Sands. Cependant ils restent amis et c'est son ancien agent qui lui permettra d'obtenir le rôle principal de The Singin' Idol.
The Singin' Idol, sorti en 1957, est l'épisode d'une émission télévisée américaine appelée Kraft television theatre. Tommy Sands y joue le rôle d'une rock star (très ressemblante à la personnalité d'Elvis Presley),,. Il y interprète Teen-age crush qui atteint la place n°2 au billboard et se vend à plus d'un million d'enregistrements en une semaine. Ainsi la carrière de Tommy Sands décolle : il signe un contrat de cinq ans avec Capitol Records et il enchaîne les programmes télévisés.
L'année 1958 marque le début d'un partage entre la chanson et le cinéma dans sa carrière. La même année, il interprète Friendly Persuasion lors de la vingt-neuvième cérémonie des Academy Awards.
En 1959, il fait un concert au Copa Room à Las Vegas et le label Capitol Records le repère. Ils signent ensemble un contrat et Tommy Sands enregistre ainsi un album intitulé Sands at the Sands.
Il rejoint l'armée de l'air et effectue différentes missions de mai à novembre 1960.
Tommy Sands a fait les premières parties des concerts de Hank Williams, Eddie Arnold et Elvis Presley.
Après son divorce avec sa première femme, Nancy Sinatra, il s'installe à Hawaï ,,afin de faire une pause avec le show-business.
Il participe en 1990 à un festival de rock ayant lieu en Angleterre.

Tommy Sands a son étoile au Walk of fame d'Hollywood. Elle fait partie de la catégorie musique et peut être trouvée sur la Vine Street.

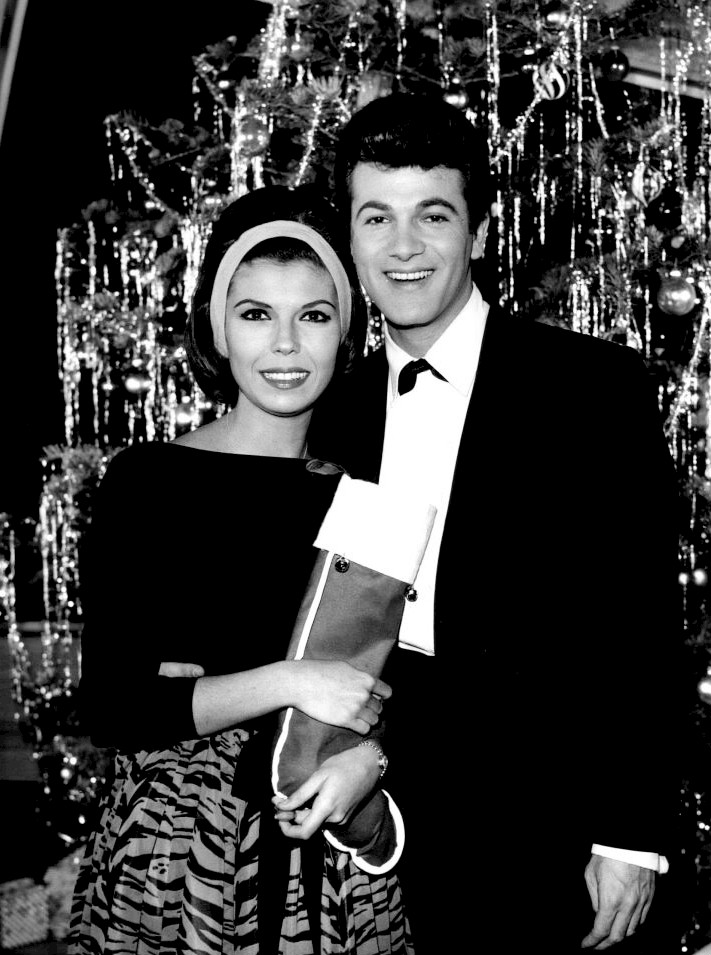
Tommy Sands et Nancy Sinatra lors d'une cérémonie en 1962.

 À ce jour, il continue de chanter en public.

### Vie privée
Bien avant sa percée en tant que chanteuse, Nancy Sinatra rencontre Tommy après l'une de ses performances au Cocoanut Grove en 1959,. Ils commencent ensuite à sortir ensemble et rapidement se fiancent puis se marient en septembre 1960. Après cinq ans de vie commune, ils décident de mettre un terme à leur mariage et divorcent en 1965,,.
Tommy Sands épouse Sheila Wallace en 1974 avec qui il a une fille, Jessica Sands,. Leur mariage ne dure pas et ils divorcent (mais la date reste à ce jour encore inconnue). Sa fille, née le 18 juillet 1978, est elle aussi artiste, notamment mannequin mais s'intéresse aussi à la chanson.

## Discographie[9]

### Singles[5],[6]
- 1953 : Love Pains / Transfer, RCA
- 1953 : Roses speak louder than world / Spanish conquita, RCA
- 1954 : Life is so lonesome / A time and a dollar, RCA
- 1954 : Sunshine ruby, RCA
- 1954 : Don't drop it / A place for girls like you, RCA
- 1955 : Kissin' ain't no fun / Something bound to go wrong, RCA
- 1957 : Let me be loved, Capitol Records
- 1957 : Man, like wow!  / A swingin romance, Capitol Records
- 1957 : Steady date, Capitol Records
- 1957 : Goin' steady, Capitol Records
- 1957 : Teen-Age crush / Hep dee hootie, Capitol Records
- 1957 : My love song / Ring-a-ding-a-dong, Capitol Records
- 1957 : Sing boy sing / Crazy 'cause I love you, Capitol Records
- 1958 : Sands storm !, Capitol Records
- 1958 : The worryin' Kind / Bigger than Texas, Capitol Records
- 1958 : After the Senior prom, Capitol Records
- 1958 : Blue Ribbon Baby / I love you because, Capitol Records
- 1958 : Hawaiian Rock / Teen-Age Doll, Capitol Records
- 1958 : Soda-pop pop / A bundle of dreams, Capitol Records
- 1959 : I ain't get rid of you / Is it ever gonna happen, Capitol Records
- 1959 : I'll be seing you, Capitol Records
- 1959 : Bring me your love / Sinner Man, Capitol Records
- 1959 : You hold the future / I gotta have you, Capitol Records
- 1960 : That's love / Crossroads, Capitol Records
- 1960 : These are the thing you are / The old oaken bucket, Capitol Records
- 1960 : When I'm thinking of you, Capitol Records
- 1960 : Doctor heartache / On and on, Capitol Records
- 1961 : Rainbow, Capitol Records
- 1961 : Love in a goldfish bowl, Capitol Records
- 1961 : Jimmy's songs / Wrong side of love, Capitol Records
- 1961 : The Parent trap, Buena Vista
- 1961 : Cinderella, ABC-Paramount
- 1963 : Connie, ABC-Paramount
- 1965 : The statue / Little rosita, Liberty
- 1965 : Love's funny / One rose today, one rose tomorrow, Liberty
- 1967 : Candy store prophet / Second star to the left, Imperial
- 1969 : Seasons in the sun / Ain't no big thing, Superscope

### Albums
| Année | Titre de l'album             | Label           |
| ----- | ---------------------------- | --------------- |
| 1957  | Steady date with Tommy Sands | Capitol Records |
| 1958  | Stand storm                  | Capitol Records |
| 1958  | Sing boy sing                | Capitol Records |
| 1959  | This thing called love       | Capitol Records |
| 1960  | Dream with me                | Capitol Records |
| 1960  | When I'm thinking of you     | Capitol Records |
| 1960  | Sands at the sands           | Capitol Records |
| 1961  | Babes in Toyland             | Buena Vista     |
| 1969  | Seasons in the sun           | Superscope      |

## Filmographie[10]

### Films[5]
- 1958 : Sing, Boy, Sing de Henry Ephron : Virgil Walker
- 1958 : Mardi Gras de Edmund Goulding : Barry Denton
- 1961 : Babes in Toyland de Jack Donohue : Tom Piper
- 1961 : Love in a goldfish bowl de Jack Sher : Gordon Slide
- 1962 : Le jour le plus long de K. Annakin, A. Marton, D.F. Zanuck, B. Wicki : un ranger de l'armée américaine
- 1964 : Ensign Pulver de Joshua Logan : Bruno
- 1965 : L'île des braves de Frank Sinatra : Lieutenant Blair
- 1967 : The violent ones de Fernando Lamas : Mike Marain

### Télévision
| Année | Série/Émission                      | Episode                                           | Réalisateur                | Rôle               |
| ----- | ----------------------------------- | ------------------------------------------------- | -------------------------- | ------------------ |
| 1957  | Kraft Television Theatre            | The Singin' Idol                                  | Paul Bogart                | Ewell Walker       |
| 1957  | Kraft Television Theatre            | Flesh and blood                                   | Frank Parcelli             | Vito Sorrano       |
| 1957  | Zane Grey Theater                   | The promise                                       | Charles F. Haas            | Jace Rawlins       |
| 1958  | Shower of stars                     | saison 4, épisode 4                               | Seymour berns              | inconnu            |
| 1958  | Studio One                          | The left-handed welcom                            | Ron Winston                | Buck Slater        |
| 1960  | La grande caravane                  | The larry hanify story                            | Ted Post                   | Larry Hanify       |
| 1962  | The United States steel hour        | The inner panic                                   | Walter Gorman              | Lenny              |
| 1962  | Toast of the town                   | épisode 15.25                                     | Robert Bleyer, John Moffit | lui-même           |
| 1963  | Alcoa Premiere                      | Blow high, blow clear                             | John Brahm                 | Harlan Tracy       |
| 1963  | Laramie                             | Trapped                                           | Joseph Kane                | Tad Henderson      |
| 1963  | Toast of the town                   | épisode 17.8                                      | Robert Bleyer, John Moffit | lui-même           |
| 1963  | La grande caravane                  | The Davey Baxter Story                            | Dick Moder                 | Davet Baxter       |
| 1963  | La grande caravane                  | The Gus Morgan Story                              | Virgil W. Vogel            | Ethan Morgan       |
| 1964  | La grande caravane                  | The Bob Stuart Story                              | Virgil W. Vogel            | Keith Lance        |
| 1964  | Slattery's People                   | Question: Why the Lonely?... Why the Misbegotten? | Lamont Johnson             | Jed Haskell        |
| 1964  | Mr. Novak                           | Let's Dig a Little Grammar                        | Joseph Sargent             | Ray Wilson         |
| 1964  | Kraft Suspense theater              | Lion Amongst Men                                  | Jack Smight                | Eddie Riccio       |
| 1965  | Combat !                            | More Than a Soldier                               | Bernard McEveety           | Carey              |
| 1965  | Valentine's day                     | For Me and My Sal                                 | Barry Shear                | Wally              |
| 1965  | Mr. Novak                           | And Then I Wrote...                               | Abner Biberman             | Gary Lewin         |
| 1965  | Le Proscrit                         | That the Brave Endure                             | Ron Wilson                 | Cadet Richard Bain |
| 1965  | Bonanza                             | The Debt                                          | William F. Claxton         | Wiley Kane         |
| 1968  | Hawaï, police d'état                | No blue skies                                     | Herschel Daugherty         | Joey Rand          |
| 1975  | Hawaï, police d'état                | Hit gun for sale                                  | John Persey                | Joey Rand          |
| 1976  | Hawaï, police d'état                | A sentence to steal                               | David Friedkin             | Joey Rand          |
| 1978  | The Hardy Boys/Nancy Drew Mysteries | Mystery on the Avalanche Express                  | Christian I. Nyby II       | Kanner             |